# Emilio Bieckert
El barón Emil, Émile o Emilio Bieckert (* 16 de junio de 1837 en Barr, Alsacia; † alrededor de 1913) fue un empresario alsaciano, que desarrolló la mayor parte de su actividad en Argentina, a donde inmigró en 1853. Fundó la fábrica de cerveza que lleva su nombre, y puso en marcha la primera fábrica de hielo del país.

## Biografía

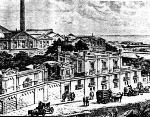
Fábrica Bieckert, en un grabado de 1886.

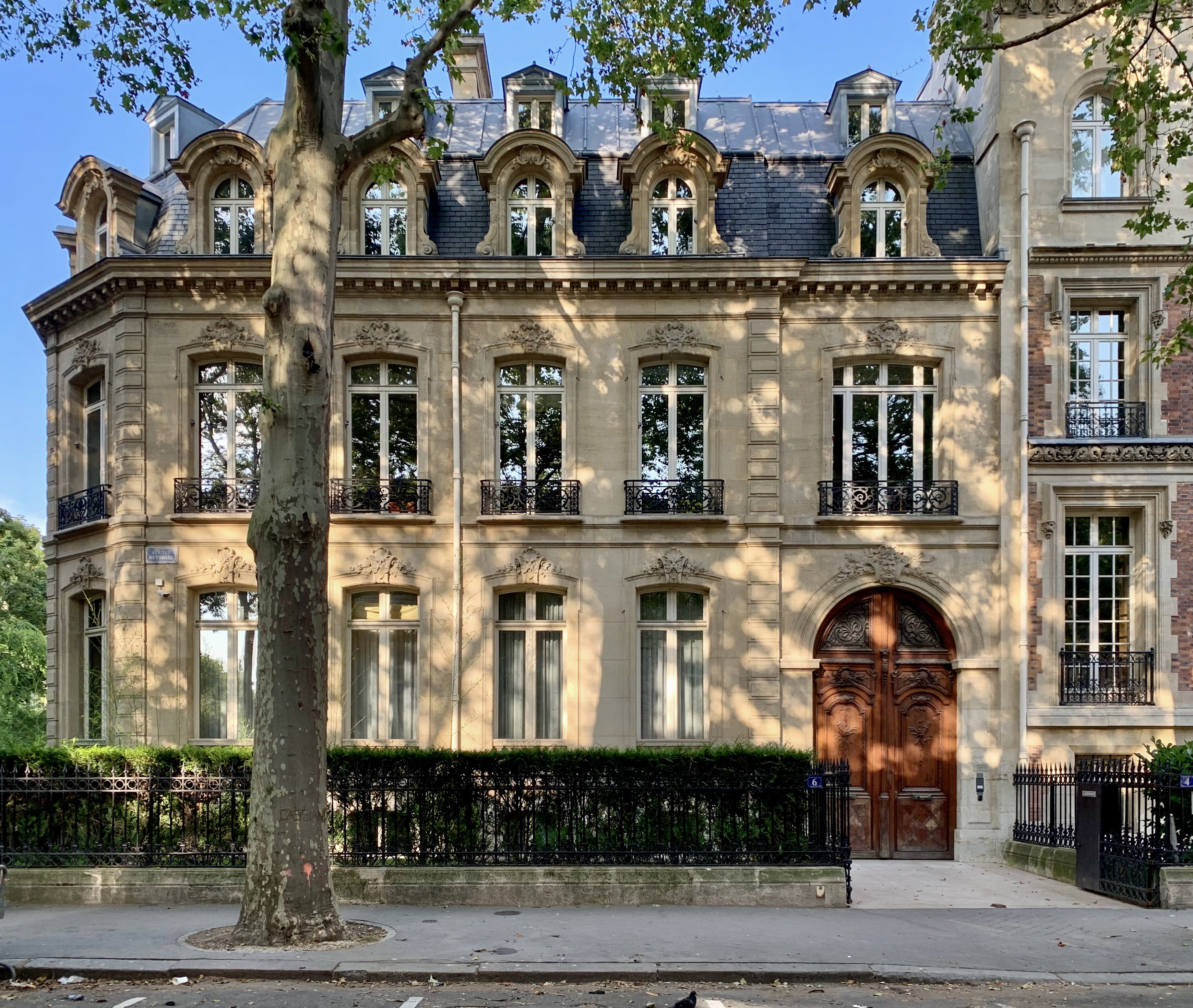
Hôtel de Emilio Bieckert en 6 Avenue Ruysdaël, París.

Nacido en Barr, Alsacia, Bieckert era cuñado de Bernardo Ader, quien había hecho fortuna en la Argentina con la compraventa de tierras. En la localidad de Villa Adelina, Provincia de Buenos Aires, se encuentra en la actualidad la Torre de la Independencia (Torre Ader), en lo que había sido un propiedad de 300 hectáreas regaladas por Bieckert a Anita (hija de Ader) con motivo de su casamiento. Atraído por las posibilidades de la naciente industria argentina, Bieckert se mudó a ese país, dónde en la década de 1860 instalaría la primera fábrica de hielo del país; hasta ese momento, el hielo se importaba en barcos preparados especialmente desde Italia y Estados Unidos y se almacenaba en la gigantesca cámara del Teatro Colón, con capacidad para unas mil toneladas de material.

## Inicios
Convencido por el éxito del proyecto, Bieckert contrató a técnicos especializados en Alsacia y montó a comienzos de la década de 1880 la primera fábrica de cerveza de la Argentina; añorando los gorriones de su ciudad natal, junto con la maquinaria hizo importar 13 jaulas de aves para soltar en Buenos Aires.
La inversión en equipamiento fue grande, y el establecimiento contó con todos los adelantos técnicos posibles; particularmente difícil fue asegurar la disponibilidad de lúpulo en las cantidades necesarias, pues el producto no se consumía en el país por ese entonces. Sin embargo, resultó un rotundo éxito; Bieckert tuvo oportunidad de llevar muestras de su cerveza a la Exposición Universal de 1889 en París y a Amberes, donde fue premiada. En 1908 las necesidades de la producción excedían la capacidad de la planta, por lo que se trasladó a instalaciones más amplias y modernas a Llavallol.

## Década del 60'
En los años 60, la cerveza Bieckert se convirtió en la primera en venderse en latas en Argentina.
A él también se debe la construcción del Teatro Odeón de Buenos Aires (demolido en la década de 1990).
En 2008, la Compañía de Cervecerías Unidas (CCU) de Chile compra la marca de cervezas.